# Cirriphora pharaonana
Cirriphora pharaonana is een vlinder uit de familie bladrollers (Tortricidae). De wetenschappelijke naam voor deze soort is voor het eerst geldig gepubliceerd in 1858 door Kollar.
De soort komt voor in tropisch Afrika.